# Peroj

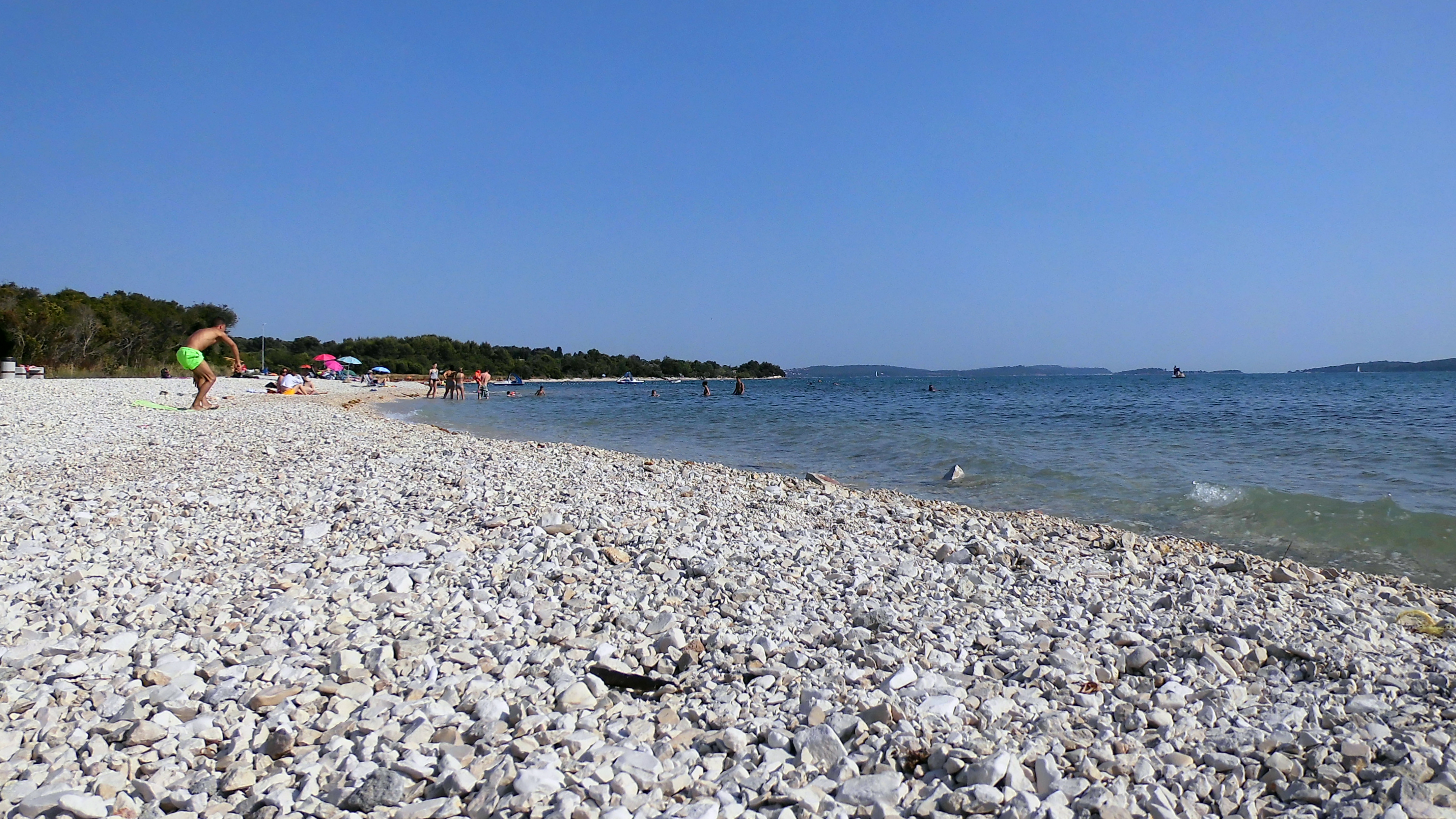
Der Strand in Peroj

Peroj ist eine kleine Ortschaft in Kroatien mit etwa 600 Einwohnern in der Nähe des etwa 8 km entfernten Pula und liegt direkt neben dem größeren Fischerort Fažana. Vom Ortskern hat man Ausblick auf die Inselgruppe Brijuni, die man mit einem Ausflugsboot erreichen kann. Peroj ist ein sehr ruhiger Urlaubsort, mit kleineren Märkten, Gasthäusern und Bars.
Der Ort existierte schon zur Zeit der Römer, die das Dorf Pedrolo nannten. Nachdem bei einer großen Pestepidemie nur 3 Menschen im Ort lebten, wurde der Ort 1657 von Albanern besiedelt, welche 1657 vor den Osmanen flüchteten. Die ursprünglich albanischen Bewohner   katholischen Glaubens haben ihre albanische Nationalität bereits nach der zweiten Generation aufgegeben. Danach wurden orthodoxe Montenegriener angesiedelt. Diese gestalteten 1787 die ehemalige katholische Kirche zu ihrer Serbisch-orthodoxen Kirche Hl. Spyridon um. Aus diesem Grund hat der Ort auch die einzige orthodoxe Kirche in Istrien.